# Foreign Exchange Office
FXO (ang. Foreign Exchange Office) to nazwa interfejsu telefonicznego stosowanego w telefonach analogowych (PSTN).
W interfejsy FXO wyposażone są aparaty telefoniczne i za jego pomocą urządzenie podłaczamy do centrali miejskiej. FXO spełnia następujące zadania:
- odbiera z linii telefonicznej stałe napięcie zasilające
- rozpoznaje nadesłany z linii sygnał dzwonienia w postaci prądu i napięcia przemiennego
- sygnalizuje zajęcie linii (off hook) lub jej zwolnienie (on hook)
- odbiera tony z centrali (ciągły, przerywany ...)
- przekazuje sygnał wybierania numeru za pomocą sygnałów DTMF lub impulsów
- przekazuje sygnał rozmowy do i od centrali

FXO występuje także w innych urządzeniach podłączanych do linii telefonicznej np. w centralach PBX do podłączania linii miejskich lub w faksach. Do FXO za pomocą linii telefonicznej podłączamy tylko urządzenia wyposażone w interfejs FXS. Urządzenia połączone ze sobą za pomocą dwóch interfejsów FXO nie będą ze sobą współpracować.